# Dean Norris
Pour les articles homonymes, voir Norris.
Dean Norris, né le 8 avril 1963 à South Bend dans l'Indiana, est un acteur américain.
Il est diplômé du Harvard College et a également fréquenté la Royal Academy of Dramatic Art.
Il s'est d'abord rendu célèbre pour ses seconds rôles dans le cinéma policier et fantastique (Gremlins 2, Total Recall, Terminator 2, Starship Troopers, Négociateur, Échec et Mort, La Firme, Bienvenue à Gattaca ou encore Death Wish), généralement dans le rôle d'un policier ou militaire. 
Plus tard, il accède à une nouvelle reconnaissance en interprétant Hank Schrader, agent de la DEA dans les séries Breaking Bad et Better Call Saul, puis James « Big Jim » Rennie dans la série Under the Dome, diffusée sur CBS.

## Vie privée
Dean Norris vit avec sa femme Bridget et ses cinq enfants à Temecula en Californie.

## Filmographie partielle

### Cinéma
- 1989 : Police Academy 6 : S.O.S. ville en état de choc (Police Academy 6: City Under Siege), de Peter Bonerz : un policier à la salle de gym (non crédité)
- 1989 : L'Arme fatale 2 (Lethal Weapon 2), de Richard Donner : Cavanaugh
- 1990 : Gremlins 2 : La Nouvelle Génération (Gremlins 2: The New Batch), de Joe Dante : le chef d'unité du S.W.A.T.
- 1990 : Total Recall, de Paul Verhoeven : Tony
- 1990 : La Maison des otages (Desperate Hours), de Michael Cimino : Maddox
- 1991 : Terminator 2 : Le Jugement dernier (Terminator 2: Judgement Day), de James Cameron : le chef du SWAT
- 1991 : Échec et Mort (Hard to Kill), de Bruce Malmuth : sergent Goodhart
- 1992 : Le Cobaye (The Lawnmower Man), de Brett Leonard : le directeur
- 1993 : La Firme, de Sydney Pollack : l'homme trapu
- 1997 : Starship Troopers, de Paul Verhoeven : major Ian Frankel
- 1997 : Bienvenue à Gattaca, de Andrew Niccol : un policier
- 1998 : Négociateur, de F. Gary Gray : Scott
- 2000 : The Cell, de Tarsem Singh : l'agent Cole
- 2001 : The One, de James Wong : sergent Siegel
- 2006 : Little Miss Sunshine, de Jonathan Dayton et Valerie Faris : State Trooper McCleary
- 2007 : Evan tout-puissant (Evan Almighty), de Tom Shadyac : l'officier de police Collins
- 2010 : Comment savoir (How Do You Know) de James L. Brooks : Tom
- 2011 : Prom de Joe Nussbaum (en) : Frank Prescott
- 2012 : Kill the Gringo (Get the Gringo) de Adrian Grunberg : Bill
- 2013 : Cartel (The Counselor) de Ridley Scott : un acheteur
- 2014 : Men, Women and Children de Jason Reitman : Kent Mooney
- 2015 : Aux yeux de tous (The Secret in Their Eyes) de Billy Ray : Bumpy Willis
- 2015 : Remember, d'Atom Egoyan : John Kurlander
- 2017 : The Book of Henry, de Colin Trevorrow : Glenn Sickleman
- 2017 : Combat de profs de Richie Keen : Richard Tyler, directeur de l'école
- 2018 : Death Wish d'Eli Roth : inspecteur Rains
- 2018 : Opération Beyrouth (Beirut)  de Brad Anderson : Donald Gaines
- 2019 : Le Coup du siècle (The Hustle) de Chris Addison : Howard Bacon
- 2019 : Scary Stories (Scary Stories to Tell in the Dark) d'André Øvredal : Roy Nicholls
- 2023 : Fool's Paradise de Charlie Day : le directeur du studio
- 2024 : Unfrosted : L’Épopée de la Pop-Tart (Unfrosted) de Jerry Seinfeld : Nikita Khrouchtchev
- 2024 : Carry-On de Jaume Collet-Serra : Phil Sarkowski
- 2024 : Messagères de guerre (The Six Triple Eight) de Tyler Perry : le général Halt

### Télévision
- 1995 : X-Files : Aux frontières du réel (The X-Files) (épisode Contamination) : Marshal Tapia
- 1997 : Le Caméléon (The Pretender) (S01 E12) : Tommy Larson
- 1997 : Émeutes à Los Angeles (Riot) (téléfilm) : Kalena
- 1998 :  Urgences (S05 E03) : Officier Clark
- 1999 : Charmed (S02 E07) : Dr Stone/Un sorcier
- 2000 : Le Caméléon (The Pretender) (S04 E18) : le Shérif
- 2001 : Six Feet Under (S01 E04)
- 2003 : 24 heures chrono (S02 E15-16) : Général Bowden
- 2003 : Tremors de Brent Maddock et S.S. Wilson : W. D. Twitchell
- 2004 : NCIS : Enquêtes spéciales (S01 E12) : Vestman
- 2004 : Les Experts (S04 E11 et S11 E14-20-21)
- 2005 : Las Vegas (S03 E07) : Ray Brennan
- 2006 : Cold Case : Affaires classées : Wayne Nelson (S03 E20)
- 2006 : Nip/tuck (S04 E04) : Jack Clark
- 2008-2013 : Breaking Bad : Hank Schrader
- 2008 : Bones (S04 E04) : Don Timmons
- 2008 : Lost : Les Disparus (S05 E13) : Howard Gray
- 2008 : Grey's Anatomy (S03 E15)
- 2009 : True Blood (S02 E04) : Léon, agent de la communauté du soleil
- 2010 : Lie to Me (S02 E21)
- 2010 : Médium (S07 E02) (S06 E15) : Paul Scanlon
- 2010 : Esprits criminels (saison 5, épisode 20) : lieutenant Barton
- 2010 : The Glades (S01 E06) : Michael Nelson
- 2011 : Mentalist (S04 E08) : Sergent Henderson
- 2011 : Facing Kate (Fairly Legal) (S01 E03) : Coach Gardner
- 2011 : Castle (S04 E07) : S.W.A.T. Leader
- 2012 : Body of Proof (S02 E18-19) : Brendan Johnson
- 2013-2015 : Under the Dome : James "Big Jim" Rennie
- 2013 : Suspect (The Frozen Ground) : Sgt. Lyle Haugsven
- 2013 : Off The Map (S01 E08)
- 2015 : Unbreakable Kimmy Schmidt (S01 E10) : M. Le Loup
- 2015 : Sons of Liberty de Stephen David : Benjamin Franklin
- 2016 : The Big Bang Theory (S10 E01-02-03-15) : Colonel Williams
- 2017 : Girlboss (récurrent) : Jay Marlowe
- 2017-2018 : Scandal (S07 E02) : Fenten Glackland
- 2017–2022 : Claws : Clay Husser / « Uncle Daddy »
- 2019 : The Act : Russ
- 2020 : Better Call Saul : Hank Schrader
- 2020 : Superstore (S05 E12) : Howard Fox
- depuis 2024 : New York, crime organisé : Randall Stabler (depuis la saison 5, récurrent saison 4)

## Voix francophones
En France, Jean-François Aupied est la voix française régulière de Dean Norris.
| - Jean-François Aupied dans : - Urgences (série télévisée) - Les Experts (série télévisée) - Médium (série télévisée) - Grey's Anatomy (série télévisée) - The Unit : Commando d'élite (série télévisée) - Breaking Bad (série télévisée) - Comment savoir - Chase (série télévisée) - The Glades (série télévisée) - The Whole Truth (série télévisée) - Esprits criminels (série télévisée) - Off the Map : Urgences au bout du monde (série télévisée) - Castle (série télévisée) - Facing Kate (série télévisée) - The Defenders (série télévisée) - Body of Proof (série télévisée) - Men, Women and Children - Suspect - Under the Dome (série télévisée) - Aux yeux de tous - The Big Bang Theory (série télévisée) - The Book of Henry - Combat de Profs - Claws (série télévisée) - Scandal (série télévisée) - Death Wish - Opération Beyrouth - The Act (série télévisée) - Le Coup du siècle - Better Call Saul (série télévisée) - Carry-On - Messagères de guerre | - Vincent Grass dans : - Échec et Mort - La Maison des otages Et aussi - Michel Derain dans L'Arme fatale 2 - Joël Martineau dans New York Police Blues (série télévisée) - Patrick Messe dans Starship Troopers - Yves-Henry Salerne dans Négociateur - Jean-Claude Sachot (*1943 - 2017) dans 24 Heures chrono (série télévisée) - Jean-François Kopf dans Tremors (série télévisée) - Thierry Murzeau dans Little Miss Sunshine (1er doublage) - Roger Lumont dans Little Miss Sunshine (2e doublage) - Sylvain Lemarié (*1952 - 2023) dans Kill the Gringo - Nicolas Marié dans Cartel - Patrick Floersheim (*1944 - 2016) dans Unbreakable Kimmy Schmidt (série télévisée) - Antoine Tomé dans Eagleheart (série télévisée) |